# Clavegueram
El clavegueram, xarxa de clavegueram, xarxa de sanejament o xarxa de drenatge és el sistema d'estructures i canonades usat per a la recollida i transport de les aigües residuals i pluvials d'una població des del lloc en el qual es generen fins al lloc on s'aboquen al medi natural, o bé, es tracten per a no contaminar el medi ambient. La xarxa de clavegueram es considera un servei bàsic, però la cobertura d'aquestes xarxes a les ciutats de països en desenvolupament és ínfima en relació amb la cobertura de les xarxes d'aigua potable. Això genera importants problemes sanitaris. Durant molt de temps, la preocupació de les autoritats municipals o departamentals estava més ocupada en construir xarxes d'aigua potable, postergant a un futur indefinit la construcció de les xarxes de clavegueram. Actualment, les xarxes de clavegueram són un requisit per a aprovar la construcció de noves urbanitzacions en la majoria de les nacions.

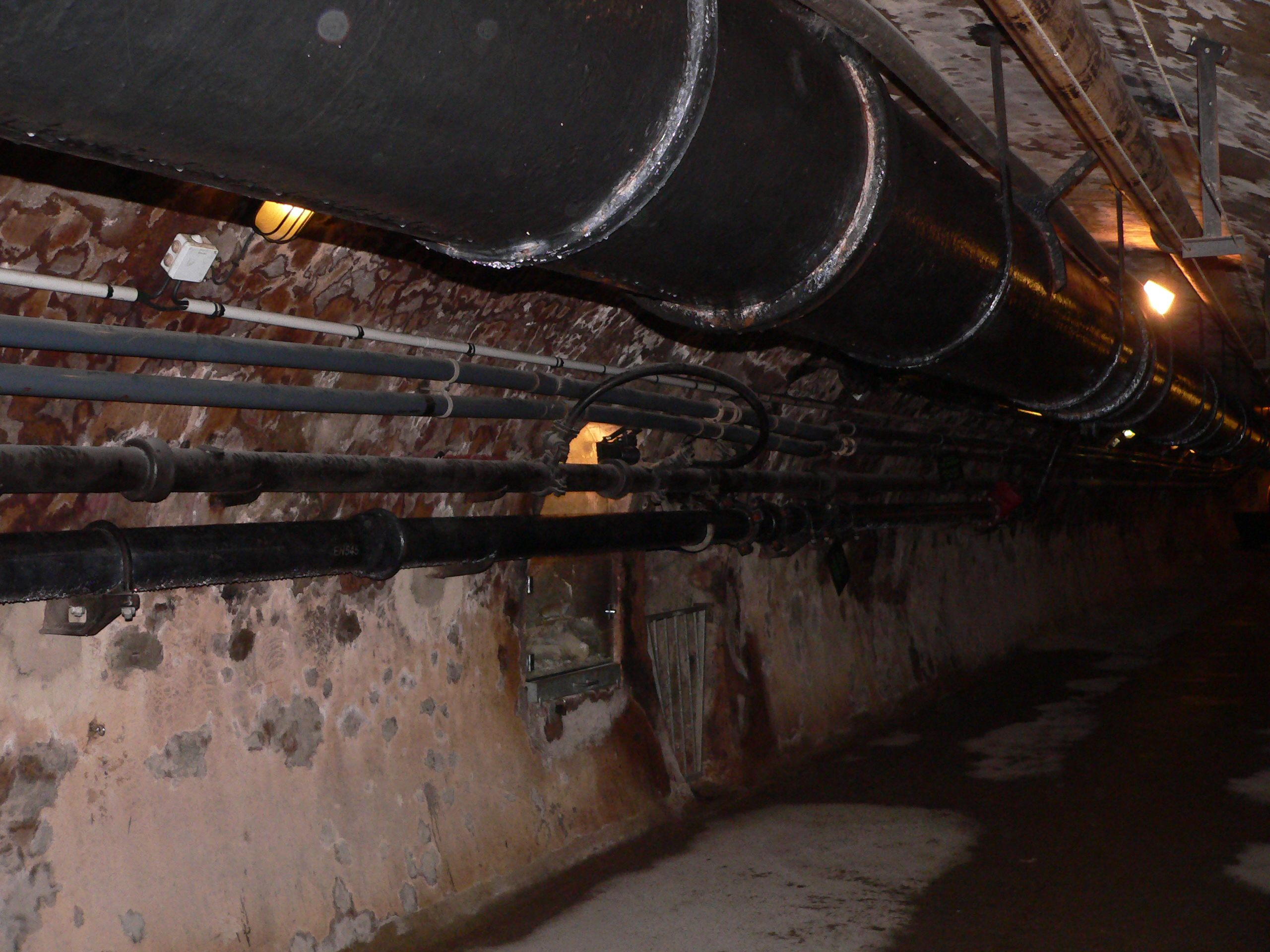
Clavegueram de París.

Les xarxes de clavegueram són estructures hidràuliques que funcionen a pressió atmosfèrica, aprofitant la força de la gravetat terrestre. Només molt rarament, i en tramades curtes, estan constituïdes per canonades que funcionen aplicant un mecanisme de pressió o de buit. La majoria estan constituïdes per tubs amples de secció circular, oval o composta, enterrats la majoria de les vegades sota les vies públiques, però també n'hi ha que estan formats per passadissos amb sostre de volta, semblants als que es construeixen per a fer passar el metro.
Els primers sistemes de clavegueram van aparèixer a l'Índia el mil·lenni IV aC i a Bagdad el 2500 aC, i posteriorment, es va desenvolupar el mateix concepte a Roma amb el nom de Cloaca Maxima.

## Història
La xarxa de clavegueram més antiga de la qual es té referència és la construïda en Nippur (l'Iraq), al voltant de l'any 3750 aC. Posteriorment als centres poblats de l'Àsia Menor i d'Orient Pròxim van utilitzar conductes de ceràmica (Creta, 1700 AC). A Atenes i Corint, en la Grècia antiga, es van construir veritables sistemes de sanejament. Es van utilitzar canals rectangulars, coberts amb lloses planes que eventualment formaven part del paviment dels carrers; a aquests afluïen altres conductes secundaris, formant veritables xarxes de clavegueram.
Existeixen molts relats i descripcions de les clavegueres de l'antiguitat, potser les més conegudes són les de l'antiga Roma, París i Londres, aquestes dues últimes clavegueres construïdes a Europa i als Estats Units, es dirigien fonamentalment a la recol·lecció de les aigües de pluja. Les aigües usades d'origen humà solament començaran a ser connectades a les clavegueres en 1815 a Londres, a Boston a partir de 1833, i a París, només a partir de 1880
La primera xarxa de sanejament modern es va dissenyar a Hamburg en 1842, utilitzant les més modernes teories de l'època, tenint en compte les condicions topogràfiques i les necessitats reals de la comunitat. Aquest fet va significar un espectacular avanç, considerant que els principis fonamentals en què es va basar el projecte no es van generalitzar fins a inicis dels 1900, i segueixen vigents en l'actualitat.

## Sistemes de sanejament i drenatge
Els claveguerams poden formar sistemes de dos tipus:
- Xarxes unitàries: Projectades i construïdes per a aplegar en un únic conducte, les aigües residuals (urbanes i industrials) barrejant-les amb les aigües pluvials originades en una conca o procedents del drenatge d'una població.
- Xarxes separatives: Constituïdes per dues canalitzacions totalment independents: una per a transportar les aigües residuals domèstiques, comercials i industrials fins a l'estació depuradora, i una altra per a conduir les aigües pluvials fins a un medi receptor.

Les xarxes de sanejament es van generalitzar a les ciutats europees durant el segle xix en resposta als problemes sanitaris i epidemiològics generats per la deficient evacuació de les aigües fecals (tifus, còlera). En aquell moment la majoria d'aquestes ciutats disposaven ja d'un sistema de clavegueres destinades a l'evacuació de les aigües de pluja, de manera que la connexió a aquest sistema de recollida de les baixants dels edificis va configurar l'origen de xarxes de tipus unitari en la majoria dels casos.
Des de mitjan segle xx van començar a construir-se xarxes separatives, després de l'aparició dels primers sistemes de depuració. Els arguments que justificaven el canvi eren:
- La separació redueix els costos de depuració i simplifica els processos, ja que el cabal tractat és menor, per tant no cal tubs tan grossos i, el flux és més continu, motiu pel qual no cal afegir mecanismes que ajudin a l'acció de la gravetat.
- La separació redueix la càrrega contaminant abocada al medi receptor, ja que en anar separada la fracció contaminant de les aigües de pluja, aquesta es pot depurar més fàcilment.

Sent correctes els arguments anteriors, hi ha també una sèrie d'inconvenients del clavegueram separatiu que des de finals de la dècada del 1990 estan reduint el seu ús, fins i tot en xarxes de nova implantació (la separació de xarxes unitàries existents aviat es va veure com econòmica i tècnicament inviable):
- Ha d'existir un estricte control d'abocaments per a evitar que s'escometin cabals residuals a la xarxa de pluvials (que anirien directament al medi natural sense depurar) i viceversa. Això redunda en una explotació més complexa i costosa de la xarxa.
- El cost d'instal·lació és, evidentment, molt superior, en un rang d'entre 1'5 i 2 vegades la xarxa unitària equivalent.
- Les aigües pluvials urbanes no són aigües netes, sinó que estan fortament pol·luïdes (l'aigua de la pluja es combina amb els gasos de la contaminació ambiental pròpia de les ciutats), motiu pel qual el seu abocament directe al medi ambient pot generar una contaminació apreciable.
- La separació completa implica també xarxes interiors separatives en els edificis, amb duplicació de les baixants. En aquest aspecte els problemes de control i els sobrecostos de configuració són encara majors que en el viari.
- La xarxa de residuals d'una xarxa separativa no es beneficia de l'autoneteja dels conductes en temps de pluja, cosa que pot arribar a fer necessària la descàrrega de cabals d'aigua neta per la xarxa que arrosseguin elements sòlids incrustats, anul·lant així els seus avantatges d'estalvi i eficiència.

## Components d'una xarxa de clavegueram

### Components principals de la xarxa
Els components principals d'una xarxa de clavegueram, descrits en el sentit de circulació de l'aigua, són:
- Les escomeses, que són el conjunt d'elements que permeten incorporar a la xarxa les aigües abocades per un edifici o predi. Es componen usualment de:
  - Una arqueta d'arrencada, situada ja a l'interior de la propietat particular, i que separa la xarxa de sanejament privada del clavegueram públic;
  - Un clavegueró, conducció soterrada entre aquesta arqueta d'arrancada i la xarxa del carrer, i
  - Un entroncament, entre el clavegueró i la xarxa de la via, constituït per una arqueta, pou o una altra solució tècnica.
- Les clavegueres (de vegades també anomenades «col·lectors terciaris»), conductes enterrats a les vies públiques, de secció de menor amplada, els quals transporten el cabal d'escomeses i embornals fins a un col·lector.
- Els col·lectors (o «col·lectors secundaris»), que són les canonades de major secció, sovint visitables, que recullen les aigües de les clavegueres i les condueixen als col·lectors principals. Se situen enterrats, sota les vies públiques.
- Els col·lectors principals, que són els grans col·lectors de la població i que reuneixen grans cabals, fins a arribar al seu destí final o alleujar-los abans de la seva incorporació a un emissari.
- Els emissaris interceptors o simplement interceptors, que són conduccions que transporten les aigües reunides pels col·lectors fins a la depuradora o el seu abocament al medi natural, però amb el seu cabal ja regulat per l'existència d'un sobreixidor en cas de pluges intenses.

Aigües avall, i ja fora del que convencionalment es considera xarxa de clavegueram, se situaria l'estació depuradora i l'abocament final de les aigües tractades:
- Mitjançant un emissari, dutes a un riu o rierol.
- Abocades al mar en proximitat de la costa;
- Abocades al mar mitjançant un emissari submarí, allunyant-les a centenars de metres de la costa;
- Reutilitzades per al reg i altres menesters apropiats.

### Altres elements complementaris

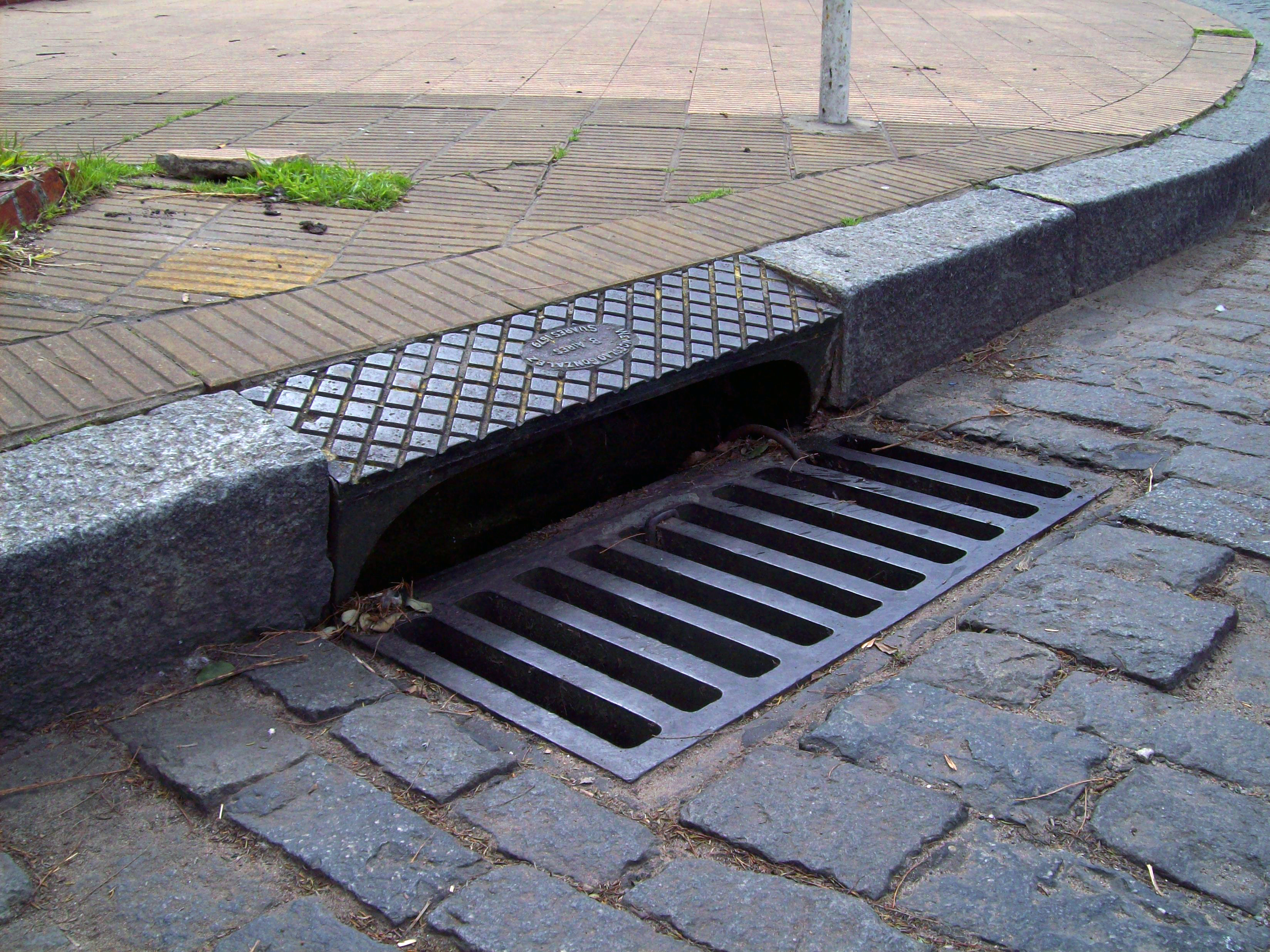
Embornal per al drenatge de l'aigua de pluja a Buenos Aires.

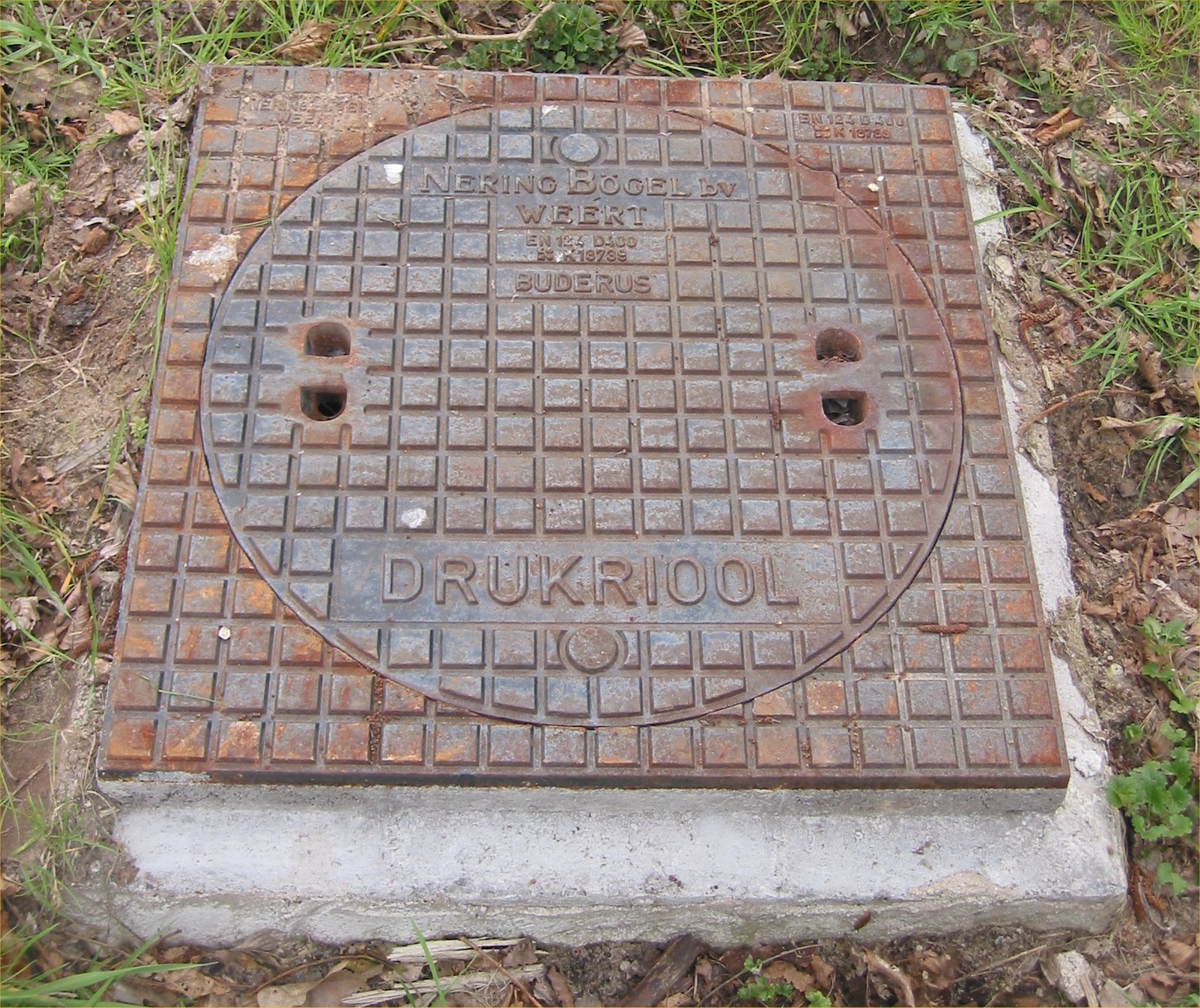
Tapa de claveguera d'un pou de clavegueram.

En totes les xarxes de clavegueram hi ha, a més d'altres elements menors:
- Les cunetes, que recullen i concentren les aigües pluvials de les vies i dels terrenys confrontants.
- Els embornals, que són les estructures destinades a recol·lectar l'aigua pluvial i de neteja del viari.
- Els pous d'inspecció, que són cambres verticals les quals permeten l'accés a les clavegueres i col·lectors, per facilitar el seu manteniment.

I en un cert nombre d'ocasions són necessàries altres estructures més importants:
- estacions de bombament: Com que la xarxa de clavegueram treballa per gravetat, per a funcionar les canonades han de tenir un determinat pendent, calculat per a garantir a l'aigua una velocitat mínima que no permeti la sedimentació dels materials sòlids transportats. En ciutats amb topografia plana, els col·lectors poden arribar a tenir profunditats superiors a 4 – 6 m, fet que complica i augmenta el cost de la construcció i el manteniment. En aquests casos pot ser convenient intercalar a la xarxa estacions de bombeig, que permetin elevar l'aigua servida fins a una cota pròxima al nivell de la via.
- Línies d'impulsió: Canonada amb sistema de pressió que s'inicia en una estació de bombeig i es conclou en un altre col·lector o en l'estació de tractament.
- Dipòsits de retenció o també pous o tancs de retenció: Estructures d'emmagatzematge que s'utilitzen en determinats casos on és necessari alleugerir les rambles produïdes per grans tempestes allà on són un fenomen habitual (dipòsits, tancs o pous de laminació, o arques d'expansió), i on cal retenir una part del volum inicial de les pluges per a reduir la contaminació del medi receptor (dipòsits, tancs o pous de tempestes).

## Manteniment i rehabilitació
Els ductes i túnels sofreixen forces de desgast severes, la qual cosa pot resultar en una deterioració prematura de la xarxa. Aquests inclouen la intrusió d'arrels, el desplaçament de les juntes, esquerdes i la formació de forats que condueixen a un volum significatiu de fuites amb un risc general per al medi ambient i la salut pública. Per exemple, s'estima que 500 milions de m3 d'aigua contaminada a l'any poden filtrar-se al sòl i a l'aigua subterrània a Alemanya. La rehabilitació i substitució de conductes de clavegueram danyats és molt costós. Els costos anuals de rehabilitació per al comtat de Los Angeles són d'aproximadament 400 milions d'euros, i a Alemanya, aquests costos s'estimen en 100 milions d'euros.

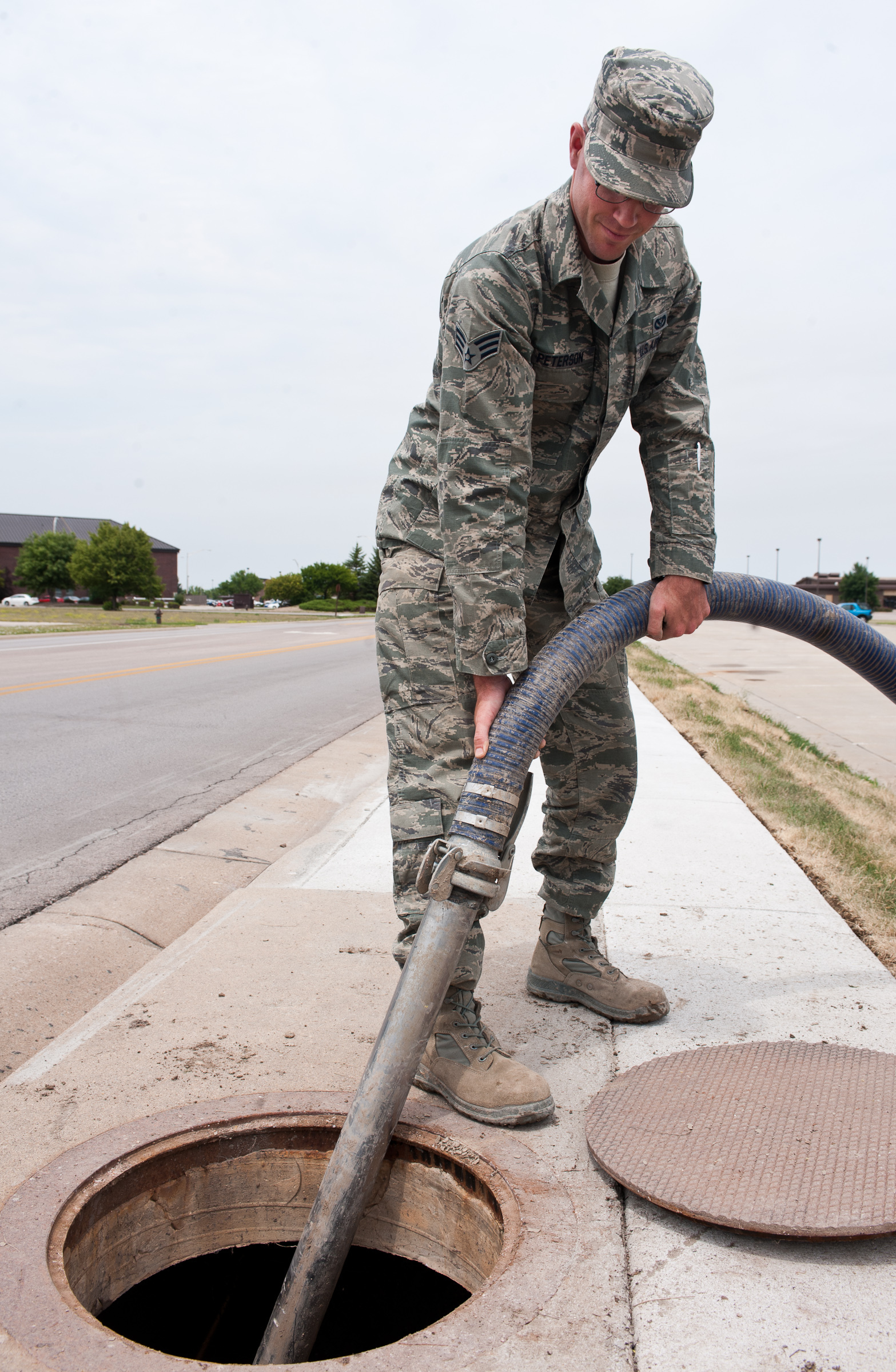
Aspirant enderrocs d'una línia de conducció de clavegueram

El àcid sulfhídric (H₂S) és indirectament responsable de la corrosió per sulfur biogènic i, en conseqüència, els conductes de clavegueram necessiten treballs de rehabilitació. Hi ha diverses opcions de reparació disponibles per als propietaris en una àmplia gamma de costos i durabilitat potencial. Una opció és l'aplicació d'un material cementós a força de ciment d'aluminat de calci, després d'una neteja de l'estructura corroïda per a remoure material solt i contaminants amb la finalitat d'exposar un substrat sa, rugós i net. Depenent de la condició i la contaminació del formigó, la neteja pot variar des d'una simple neteja amb doll d'aigua a alta pressió (200 bar) fins a la hidrodemolició real (2.000 bars).